# Johann Haslinger

Johann Haslinger, 1900

Johann Haslinger war ein aus Linz stammender österreichischer Musiker und Bildhauer, der im Jahr 1900 durch eine ungewöhnliche Reise von Wien nach Paris Aufmerksamkeit erregte und heute fälschlich weithin als Rekordhalter im Handlauf gilt. Haslinger schaffte sich für seine Reise ein zweirädriges Wägelchen an, auf dem hockend festgeschnallt er sich mit den Händen fortbewegte, wobei er keine Handschuhe trug. Begleitet wurde er dabei vom Salzburger Johann Bauer auf einem Fahrrad. Haslinger legte auf diese Weise innerhalb von 55 Tagen 1435 km von Wien nach Paris zurück, wobei er durchschnittlich zehn Stunden pro Tag unterwegs war. Er finanzierte seine Reise durch den Verkauf von Ansichtskarten sowie durch das Abspielen eines Grammophons. Haslinger war nicht der einzige, der auf exzentrische Weise zur Weltausstellung 1900 reiste; gelegentlich wurden solche Reisenden damals als „Narren“ und „Faulenzer“ kritisiert.
Verzerrt dargestellt wurde Haslingers Leistung im Guinness-Buch der Rekorde, wo nicht nur sein Name falsch geschrieben wurde („Johann Hurlinger“), sondern auch seine Reise als Bestleistung im Handlaufen dargestellt wurde. Diese Angaben wurden im Lauf der Jahre von zahlreichen Autoren und Medien übernommen, die neuere Handlaufleistungen mit „Hurlingers“ vermeintlichem Rekord vergleichen.